# Liaqat Ali Khan
Liaqat Ali Khan —Liāqat Alī Khān لیاقت علی خان, en urdú— (districte de Karnal, 1 d'octubre de 1895 - Rāwalpindi, 16 d'octubre de 1951) fou un polític pakistanès, secretari honorari de la Lliga Musulmana (1937-1947) i Primer Ministre del Pakistan, Ministre d'Afers Exteriors i d'Afers de la Commonwealth i Caixmir, i Ministre de Defensa. Fou també Ministre de Finances en el govern interí de l'Índia abans de la independència, el 1946. Era fill del nawab de Mandal Rustam Ali Khan i net del nawab Ahmad Ali Khan que havia donat suport als britànics en la revolta de 1857.
El 1932 es va afiliar a l'All India Muslim League (Lliga Musulmana de l'Índia) i quan la Lliga es va dividir el 1927, va donar suport a Muhammad Ali Jinnah. De 1926 a 1940 fou membre del consell legislatius de les Províncies Unides on fou vicepresident del consell de 1931 a 1936, i el 1936 secretari honorífic de l'All India Muslim League (ho va restar fins a 1947) tot i que entre 1936 i 1938 va estar afiliat al partit dels propietaris de les Províncies Unides (National Agriculturalist Party) dirigit pel nawab de Chattari. De 1940 a 1945 va preparar a la Lliga per la victòria electoral que de manera esclatant va obtenir el 1945-1946. Va presidir el partit en les absències de Jinnah que el 1943 va forçar la seva reelecció com a secretari honorífic. Va participar en diferents reunions i negociacions entre les quals la conferència de Simla en 1945. El 1946 va dirigir el bloc de la Lliga Musulmana al govern provisional i fou ministre de finances.
El 2 de juny de 1947 la partició fou acceptada i fou designat primer ministre del Pakistan amb Jinnah com a governador general. Jinnah va morir l'11 de setembre de 1948 i Liaqat Ali Khan va dominar la política del país. El 1949 va fer front al boicot indi causat per la negativa pakistanesa de devaluar la rupia pakistanesa al mateix temps que la rupia índia; el boicot va durar 18 mesos i Liaqat no va cedir i l'Índia va haver de modificar la seva posició. El 7 de març de 1949 va presentar la Resolució d'Objectius que mirava d'incloure a les minories i formar un exèrcit, combinar els poders constitucionals i els religiosos i disposar temporalment dels poders de les províncies. El setembre de 1950 va presentar l'informe de la Comissió de Principis Fonamentals, que va trobar forta oposició especialment al Pakistan oriental, però el 8 d'octubre de 1950 va esdevenir president de la Lliga i va decidir convocar eleccions abans d'iniciar la redacció de la Constitució. El 1950-1951 Índia va concentrar tropes a la frontera i Liaqat va intentar arranjar diplomàticament el conflicte.
Estava en plena campanya per les eleccions quan fou assassinat per un afganès de nom Saad Akbar el 16 d'octubre de 1951 a Rawalpindi; l'assassí va morir a mans de la policia. De manera pòstuma va rebre el títol de Kaid-i Milla (Cap de la Nació).